# 艾叶火绒草
艾叶火绒草（学名：Leontopodium artemisiifolium）是菊科火绒草属的植物，是中国的特有植物。分布在中国大陆的四川、云南等地，生长于海拔1,000米至3,000米的地区，常生于亚高山草坡、牧场、低山、中山、杂木林边缘以及山谷溪岸，目前尚未由人工引种栽培。